# Station Aalbeke
Station Aalbeke is een voormalig spoorwegstation in Aalbeke, een deelgemeente van de Belgische stad Kortrijk. Het lag aan spoorlijn 75, die Gent-Sint-Pieters met de Frans-Belgische grens en verder met de Franse stad Rijsel verbindt. Het Station Aalbeke lag aan de Royennestraat.

## Aantal instappende reizigers
De grafiek en tabel geven het gemiddeld aantal instappende reizigers weer op een week-, zater- en zondag.
| Tabel: aantal instappende reizigers station Aalbeke | Tabel: aantal instappende reizigers station Aalbeke | Tabel: aantal instappende reizigers station Aalbeke | Tabel: aantal instappende reizigers station Aalbeke |
|                                                     | Weekdag                                             | Zaterdag                                            | Zondag                                              |
| --------------------------------------------------- | --------------------------------------------------- | --------------------------------------------------- | --------------------------------------------------- |
| 1977                                                | 84                                                  | 8                                                   | 11                                                  |
| 1978                                                | 56                                                  | 6                                                   | 9                                                   |
| 1979                                                | 74                                                  | 7                                                   | 6                                                   |
| 1980                                                | 93                                                  | 5                                                   | 3                                                   |
| 1981                                                | 90                                                  | 10                                                  | 17                                                  |
| 1982                                                | 60                                                  | 35                                                  | 6                                                   |
| 1983                                                | 81                                                  | 5                                                   | 10                                                  |

0: Gent-Sint-Pieters ·
3,7: Sint-Denijs-Westrem ·
5,0: Hemelrijk ·
6,1: De Pinte ·
9,0: Broekstraat ·
9,8: Deurle ·
12,1: Muizenhol ·
13,1: Beekstraat ·
13,8: Astene ·
15,1: Deinze ·
19,0: Machelen ·
22,0: Olsene ·
24,4: Zulte ·
27,3: Waregem ·
31,8: Desselgem ·
33,9: Beveren-Leie ·
36,1: Harelbeke ·
41,4: Kortrijk ·
42,2: Kortrijk-Vorming ·
43,9: Marke ·
46,5: Lauwe ·
49,8: Aalbeke ·
53,8: Moeskroen
Aalbeke ·
Bissegem ·
Heule ·
Heule-Leiaarde ·
Kortrijk ·
Kortrijk-Luipaardbrug ·
Kortrijk-Vorming ·
Kortrijk-West ·
Kortrijk-Weide ·
Marke ·
Sint-Katerine